# 3-(Hidroxiamino)fenol mutasa
La 3-(hidroxiamino)fenol mutasa (EC 5.4.4.3) e una enzima que cataliza la siguiente reacción química:
Por lo tanto esta enzima tiene un sustrato, el 3-hidroxiaminofenol, y un producto, la aminohidroquinona. La enzima pertenece a la familia de las isomerasas, específicamente a las transferasas intramoleculares que transfieren grupos hidroxilo. El nombre sistemático de esta clase de enzimas es 3-(hidroxiamino)fenol hidroximutasa, otros nombres con los que se la conoce son 3-hidroxilaminofenol mutasa y 3HAP mutasa.
La 3-(hidroxiamino)fenol mutasa de Ralstonia eutropha JMP134 se encuentra involucrada en la vía de degradación del 3-nitrofenol. La enzima es un único polipéptido con una masa de 62 KDa y no requiere de cofactores. El gen que codifica esta enzima en R. eutropha tiene la identificación Reut_A2057. 